# 천권
천권(天眷, 1138년 ~ 1141년 1월)은 금나라 희종(熙宗) 완안 단(完顔 亶)의 첫번째 연호이다. 3년 1개월 가량 사용하였다.

## 개원
- 천회(天會) 15년 12월 26일[1](1138년 2월 7일)에 연호를 천권(天眷)으로 정하고, 다음 해 1월 1일[2](1138년 2월 12일)에 개원함.[3][4][5]

- 천권(天眷) 4년 1월 13일[6](1141년 2월 21일)에 연호를 황통(皇統)으로 개원함.[3][7][5]

## 연대 대조표
| 천권       | 원년           | 2년        | 3년        | 4년        |
| 서기(西紀) | 1138년         | 1139년     | 1140년     | 1141년     |
| 간지(干支) | 무오(戊午)     | 기미(己未) | 경신(庚申) | 신유(辛酉) |
| 남송(南宋) | 소흥(紹興) 8년 | 9년        | 10년       | 11년       |

## 동시대 연호

### 중국
송(宋)
- 소흥(紹興) (1131년 ~ 1162년)

서하(西夏)
- 대덕(大德) (1135년 ~ 1139년)
- 대경(大慶) (1140년 ~ 1143년)

대리국(大理國)
- 광운(廣運) (1138년 ~ 1147년)

서요(西遼)
- 강국(康國) (1134년 ~ 1143년)

### 베트남
- 티엔쯔엉바오뜨(天彰寶嗣) (1133년 ~ 1138년)
- 티에우민(紹明) (1138년 ~ 1140년)
- 다이딘(大定) (1140년 ~ 1162년)

### 일본
- 호엔(保延) (1135년 ~ 1141년)

## 같이 보기
- 중국의 연호 목록